# 许家泽故居
许家泽故居是中国安徽省黄山市歙县的一座清末建筑，位于许村镇许村中心地带。
许家泽（1872－1931）出生于盐商世家，曾任两淮盐运使。他重视教育，1927年创办许村仪耘小学。他的五个儿子都出国留学成为博士。长子许恪士(名本震，1896—1967)德国耶纳大学哲学博士；次子许粹士(名本纯，1899—1956)美国伊利诺斯州州立大学采矿学博士；第4子许笃士(名本学，1905-1966) 日本东京帝国大学法学博士；第5子许奎士(名本谦，1908-1969) 德国汉堡大学医科博士；第6子许哲士(名本怡，1909—1983)伦敦大学统计学硕士。
许家泽故居是典型的清代徽派民居，黑瓦白墙，门楼雕刻精美。1990年，许家泽先生的后人将许家泽故居无偿捐赠给许村小学，并设立“许家泽教育基金奖”。
许家泽故居公布为歙县文物保护单位。